# Tetsumasa Kimura
Tetsumasa Kimura (木村 哲昌 Kimura Tetsumasa?,  nacido el 24 de enero de 1972 en Kanagawa) es un exfutbolista japonés. Jugaba de defensa y su último club fue el Onehunga Sports.

## Trayectoria

### Clubes
| Club                        | País          | Año         |
| --------------------------- | ------------- | ----------- |
| Kyoto Purple Sanga          | Japón         | 1994 - 1995 |
| Blaze Kumamoto              | Japón         | 1996        |
| Denso                       | Japón         | 1996        |
| Blaze Kumamoto              | Japón         | 1997        |
| Ventforet Kofu              | Japón         | 1997 - 1999 |
| JEF United Ichihara         | Japón         | 2000        |
| Gunma FC Horikoshi          | Japón         | 2001 - 2002 |
| East Auckland               | Nueva Zelanda | 2003        |
| University-Mount Wellington | Nueva Zelanda | 2003        |
| Onehunga Sports             | Nueva Zelanda | 2004        |